# День зверя
«День зверя» (исп. El día de la bestia) — чёрная комедия режиссёра Алекса де ла Иглесии.

## Сюжет
Католический священник отец Анхель много лет посвятил расшифровке сообщения, содержащегося в Библии. Его исследования открыли ему дату пришествия Антихриста. Отец Анхель поспешил к своему другу и наставнику, чтобы рассказать об открытии. Его друг отнёсся к открытию скептически, ссылаясь на то, что сам потратил годы, пытаясь раскрыть эту тайну. Несмотря на это, по окончании разговора на друга и наставника падает двенадцатиметровый алтарный крест и убивает его.
Отец Анхель остаётся один и ему предстоит в короткий срок найти место пришествия и предотвратить его. В поиске ему помогает чтение газет, в которых говорится о массовых похищениях младенцев и не менее массовом убийстве бродяг в Мадриде. Отец Анхель отправляется в Мадрид.
Чтобы совершить сделку с дьяволом, отец Анхель должен отречься от Бога и наделать грехов. Он отбирает милостыню у нищих, сбрасывает с парапета уличного артиста, избивает утюгом офицера полиции и вообще ведёт себя неподобающе его сану.
Отец Анхель заходит в специализированный магазин, чтобы прикупить сатанинской музыки. Там он знакомится с продавцом Хосе Марией, который проявляет искренний интерес к священнику и даже даёт ему адрес своего дома, где можно снять комнату. За завтраком отец Анхель рассказывает Хосе Марии, зачем он приехал в Мадрид, и тот обещает священнику свою помощь.
Однако найти дьявола в Мадриде непросто и в качестве посредника друзья выбирают популярного телеведущего Кавана, связанного с мистическими ритуалами. Они вламываются в его апартаменты, привязывают к тяжёлой статуе и начинают пытать его, заставляя рассказать подробности ритуала. Одним из компонентов зелья является особая разновидность грибов-псилоцибов. Хосе Мария не теряется и предлагает заменить их несколькими дозами ЛСД.
Затем оказывается, что другой компонент — кровь девственницы. Хосе Мария начинает паниковать, но отец Анхель уверенно отправляется на поиски, обещая через час принести образец крови. Он сразу едет в дом Хосе Марии, где в качестве помощницы и кухарки живёт скромная девушка Мина из Толедо. Отец Анхель всыпает ей в кофе лошадиную дозу ЛСД и отбирает несколько миллилитров крови в одноразовый шприц. Хозяйка дома — мать Хосе Марии — с самого начала подозрительно относилась к священнику, а теперь ей удалось застать его с поличным.
Хозяйка сначала оглушает священника прикладом, затем отстреливает ему ухо из помпового ружья и наконец спускает его с лестницы. Однако отцу Анхелю удаётся сохранить не только сознание, но и подвижность конечностей, так что он ударом ноги перебрасывает хозяйку через перила, и она разбивается при падении с высоты нескольких этажей.
Немного помятый священник возвращается в апартаменты Кавана. Там все трое начинают неведомый ритуал. Видимо, никто не верил в положительный исход до тех пор пока в комнате не появился рогатый жук, а за ним — горный козёл с рогами яка, который подошёл к отцу Анхелю на задних копытах.
Увидев такое, Каван и сам поверил в миссию отца Анхеля и стал третьим добровольным участником. Теперь всем троим предстоит найти в Мадриде младенца, который должен появиться на свет со дня на день — в канун католического рождества.

## В ролях
- Алекс Ангуло — отец Анхель
- Сантьяго Сегура — Хосе Мария, продавец сатанинской музыки
- Армандо де Расса — Каван, телеведущий
- Тереле Павес — Росарио
- Натали Сесенья — Мина, помощница и кухарка в доме
- Хайме Бланш — Тойота 1
- Мария Грация Кучинотта — Сюзанна
- Джанни Ипполити — продюсер
- Эль Гран Вайоминг — новый телеведущий на смену Кавану
- Сатурнино Гарсия — старый священник, друг отца Анхеля
- Антонио де ла Торре  зависимый тип

## Премии
- 1995 — «Гойя» за лучшую режиссуру.
- 1995 — «Гойя» за лучший подбор актёров.
- 1996 — Брюссельский кинофестиваль главный приз — премия «Золотой ворон».